# Prins Hendrik Ende Desespereert Nimmer Combinatie Zwolle 2020-2021
Questa voce raccoglie le informazioni riguardanti il  Prins Hendrik Ende Desespereert Nimmer Combinatie Zwolle  nelle competizioni ufficiali della stagione 2020-2021.

## Stagione
La stagione 2020-2021 del PEC Zwolle, inizialmente allenato da John Stegeman, si apre il 12 settembre con l'incontro casalingo di campionato contro il Feyenoord, perso per 2-0. Il 26 settembre arriva la prima vittoria stagionale per lo Zwolle, che batte per 4-0 lo Sparta Rotterdam. Il 1º dicembre ottiene d'ufficio la qualificazione al secondo turno di Coppa d'Olanda. Il 15 dicembre viene sconfitto dall'Excelsior, club di Eerste Divisie, per 2-0 ed eliminato dalla coppa nazionale. Il 23 dicembre si conclude il 2020 del PEC Zwolle con la prima vittoria esterna stagionale, per 2-0 sul campo dell'ADO Den Haag. Il 20 febbraio, in virtù della sconfitta per 3-2 contro il fanalino di coda Emmen, John Stegeman viene esonerato dall'incarico di allenatore del PEC Zwolle. Bert Konterman prende il posto di Stegeman, esordendo il 7 marzo in occasione della partita persa per 2-1 in casa dell'Heracles Almelo. Il 24 aprile, per la prima volta in stagione, la squadra vince due partite consecutive grazie all'1-0 inflitto al Twente e al 2-0 esterno contro l'Heerenveen. Il 16 maggio si conclude la stagione del PEC Zwolle, che vince 1-0 col Groningen e termina il campionato al tredicesimo posto.

## Maglie e sponsor
Lo sponsor ufficiale è Molecaten, mentre quello tecnico è Craft.
|  | Casa |  | Trasferta |  | Terza maglia |

## Organigramma societario
Dal sito internet ufficiale della società.
Area direttiva
- Presidente: Adriaan Visser
- Direttore generale: Jeroen van Leeuwen

Area tecnica
- Allenatore: John Stegeman[1];Lee-Roy Echteld[2];Bert Konterman[3]
- Allenatore in seconda: Gert Peter de Gunst
- Allenatore in terza: Henry van der Vegt
- Assistente: Lee-Roy Echteld
- Allenatore dei portieri: Sjaak Storm
- Preparatore atletico: Jan Borghuis
- Medici di squadra: Mineke Vegter, Jos Lemmens
- Fisioterapisti: Arjan Louwen, Arjan Wiltjer
- Analista: Brent van Ooijen

Area organizzativa
- Direttore finanziario: Edwin Peterman
- Direttore sportivo: Mike Willems

Area marketing
- Direttore area marketing: Rick Schrijver
- Responsabile vendite: Jurian Meijntjes

Area comunicazione
- Direttore della comunicazione: Koen te Riele

## Rosa
Rosa tratta dal sito ufficiale.
| N. |                        | Ruolo | Calciatore                |
| -- | ---------------------- | ----- | ------------------------- |
| 1  | Germania (bandiera)    | P     | Michael Zetterer          |
| 1  | Paesi Bassi (bandiera) | P     | Xavier Mous               |
| 2  | Paesi Bassi (bandiera) | D     | Bram van Polen (capitano) |
| 3  | Finlandia (bandiera)   | D     | Thomas Lam                |
| 4  | Giappone (bandiera)    | D     | Yūta Nakayama             |
| 5  | Paesi Bassi (bandiera) | D     | Kenneth Paal              |
| 6  | Paesi Bassi (bandiera) | C     | Mustafa Saymak            |
| 7  | Paesi Bassi (bandiera) | A     | Virgil Misidjan           |
| 8  | Iran (bandiera)        | A     | Reza Ghoochannejhad       |
| 9  | Paesi Bassi (bandiera) | A     | Mike van Duinen           |
| 10 | Paesi Bassi (bandiera) | C     | Clint Leemans             |
| 11 | Paesi Bassi (bandiera) | C     | Jesper Drost              |
| 14 | Belgio (bandiera)      | C     | Benson Manuel             |
| 13 | Germania (bandiera)    | C     | Rico Strieder             |

| N. |                        | Ruolo | Calciatore           |
| -- | ---------------------- | ----- | -------------------- |
| 15 | Paesi Bassi (bandiera) | D     | Sam Kersten          |
| 16 | Paesi Bassi (bandiera) | P     | Nigel Bertrams       |
| 17 | Kosovo (bandiera)      | D     | Destan Bajselmani    |
| 20 | Paesi Bassi (bandiera) | C     | Thomas van den Belt  |
| 22 | Paesi Bassi (bandiera) | C     | Pelle Clement        |
| 23 | Paesi Bassi (bandiera) | A     | Eliano Reijnders     |
| 25 | Paesi Bassi (bandiera) | C     | Immanuel Pherai      |
| 27 | Serbia (bandiera)      | A     | Slobodan Tedić       |
| 29 | Paesi Bassi (bandiera) | A     | Thomas Buitink       |
| 30 | Paesi Bassi (bandiera) | C     | Dean Huiberts        |
| 31 | Giappone (bandiera)    | D     | Sai van Wermeskerken |
| 32 | Paesi Bassi (bandiera) | A     | Jarno Westerman      |
| 36 | Francia (bandiera)     | D     | Marc Olivier Doué    |
| 40 | Paesi Bassi (bandiera) | P     | Mike Hauptmeijer     |

## Calciomercato

### Sessione estiva
| Acquisti         | Acquisti        | Acquisti          | Acquisti      |
| R.               | Nome            | da                | Modalità      |
| ---------------- | --------------- | ----------------- | ------------- |
| C                | Jesper Drost    | Heracles Almelo   | gratuito      |
| C                | Immanuel Pherai | Borussia Dortmund | prestito      |
| C                | Rico Strieder   | Utrecht           | ?             |
| A                | Slobodan Tedić  | Manchester City   | prestito      |
| Altre operazioni |                 |                   |               |
| R.               | Nome            | da                | Modalità      |
| C                | Zian Flemming   | N.E.C.            | fine prestito |
| C                | Clint Leemans   | RKC Waalwijk      | fine prestito |
| A                | Stanley Elbers  | RKC Waalwijk      | fine prestito |

| Cessioni         | Cessioni        | Cessioni         | Cessioni                   |
| R.               | Nome            | a                | Modalità                   |
| ---------------- | --------------- | ---------------- | -------------------------- |
| D                | Etiënne Reijnen |                  | ritirato                   |
| C                | Rick Dekker     | De Graafschap    | gratuito                   |
| C                | Gustavo Hamer   | Coventry City    | definitivo (1,5 milioni €) |
| A                | Dennis Johnsen  | Ajax             | fine prestito              |
| A                | Lennart Thy     | Sparta Rotterdam | gratuito                   |
| A                | Vito van Crooij | VVV-Venlo        | ?                          |
| Altre operazioni |                 |                  |                            |
| R.               | Nome            | a                | Modalità                   |
| C                | Zian Flemming   | Fortuna Sittard  | ?                          |
| C                | Rico Strieder   | Utrecht          | fine prestito              |
| A                | Stanley Elbers  |                  | svincolato                 |

### Sessione invernale
| Acquisti         | Acquisti        | Acquisti   | Acquisti |
| R.               | Nome            | da         | Modalità |
| ---------------- | --------------- | ---------- | -------- |
| P                | Nigel Bertrams  | Groningen  | gratuito |
| C                | Benson Manuel   | Anversa    | prestito |
| A                | Thomas Buitink  | Vitesse    | prestito |
| A                | Virgil Misidjan | Norimberga | gratuito |
| Altre operazioni |                 |            |          |
| R.               | Nome            | da         | Modalità |

| Cessioni         | Cessioni         | Cessioni      | Cessioni      |
| R.               | Nome             | a             | Modalità      |
| ---------------- | ---------------- | ------------- | ------------- |
| P                | Michael Zetterer | Werder Brema  | fine prestito |
| C                | Clint Leemans    | De Graafschap | prestito      |
| Altre operazioni |                  |               |               |
| R.               | Nome             | a             | Modalità      |

## Risultati

### Eredivisie

#### Stagione regolare
| Arbitro: | Nijhuis |

|  |           |                         |
|  | Marcatori | 5’, 68’ (rig.) Berghuis |

| Arbitro: | Gözübüyük |

|           |           |             |
| Boadu 68’ | Marcatori | 38’ Leemans |

| Arbitro: | Lindhout |

|                                                 |           |  |
| Reza 45+5’ (rig.), 47’ Leemans 54’ Nakayama 71’ | Marcatori |  |

| Arbitro: | Dieperink |

|              |           |               |
| Stokkers 86’ | Marcatori | 65’ Reijnders |

| Arbitro: | Makkelie |

|  |           |                              |
|  | Marcatori | 9’ Götze 18’ Gakpo 39’ Malen |

| Zwolle 24 ottobre 2020, ore 20:00 CEST 6ª giornata | PEC Zwolle | 0 – 0 referto | Willem II | MAC³PARK Stadion (0 spett.)\| Arbitro: \| Perez \| |
| Arbitro:                                           | Perez      |               |           |                                                    |

| Arbitro: | Gözübüyük |

|                                                  |           |               |
| Menig 5’ Danilo 29’ Brama 33’ Černý 51’ Ilić 84’ | Marcatori | 74’ Reijnders |

| Arbitro: | van de Graaf |

|                      |           |                         |
| Hansson 6’ Cox 45+1’ | Marcatori | 33’ (aut.) Jach 54’ Lam |

| Arbitro: | Makkelie |

|            |           |          |
| Saymak 32’ | Marcatori | 59’ Mahi |

| Arbitro: | Dieperink |

|                           |           |                           |
| Arias 21’ Giakoumakīs 78’ | Marcatori | 36’ Pherai 69’ van Duinen |

| Arbitro: | Higler |

|                                 |           |             |
| Drost 65’ van Duinen 76’ (rig.) | Marcatori | 7’ Darfalou |

| Arbitro: | van Boekel |

|                                                      |           |  |
| Huntelaar 7’ Promes 11’ Antony 35’ Gravenberch 90+2’ | Marcatori |  |

| Zwolle 18 dicembre 2020, ore 20:00 CET 13ª giornata | PEC Zwolle | 0 – 0 referto | Emmen | MAC³PARK Stadion (0 spett.)\| Arbitro: \| Kuipers \| |
| Arbitro:                                            | Kuipers    |               |       |                                                      |

| Arbitro: | Oostrom |

|  |           |                            |
|  | Marcatori | 51’ van Duinen 84’ Leemans |

| Arbitro: | Blom |

|            |           |             |
| Clement 6’ | Marcatori | 67’ Midtsjø |

| Arbitro: | Nijhuis |

|                |           |  |
| Sinisterra 67’ | Marcatori |  |

| Arbitro: | Bax |

|  |           |                            |
|  | Marcatori | 57’ Flemming 89’ Seuntjens |

| Arbitro: | van der Eijk |

|            |           |                           |
| Wriedt 10’ | Marcatori | 58’, 62’, 70’ (rig.) Reza |

| Arbitro: | Nagtegaal |

|                       |           |                           |
| Misidjan 50’ Reza 73’ | Marcatori | 1’ Schoofs 45+2’ Burgzorg |

| Arbitro: | van der Laan |

|                                                   |           |                                        |
| van de Streek 2’ Maher 54’ (rig.) ter Avest 90+6’ | Marcatori | 4’ Misidjan 39’ (rig.) Lam 67’ Buitink |

| Arbitro: | Kuipers |

|            |           |          |
| Saymak 72’ | Marcatori | 4’ Touba |

| Arbitro: | Manschot |

|                   |           |  |
| Strand Larsen 16’ | Marcatori |  |

| Arbitro: | Gözübüyük |

|                                 |           |                            |
| Adžić 36’ de Leeuw 45’ Vlak 70’ | Marcatori | 40’ van Polen 88’ Nakayama |

| Arbitro: | Gerrets |

|                                                        |           |                |
| Misidjan 52’ Buitink 70’ van Polen 89’ Reijnders 90+2’ | Marcatori | 27’ van Bergen |

| Arbitro: | Nijhuis |

|                             |           |            |
| Vloet 61’ de la Torre 90+2’ | Marcatori | 63’ Saymak |

| Arbitro: | van Boekel |

|  |           |                             |
|  | Marcatori | 28’ D. Neres 38’ Tagliafico |

| Arbitro: | Oostrom |

|                          |           |           |
| Tedić 66’ Lam 79’ (rig.) | Marcatori | 69’ Gelmi |

| Arbitro: | van de Graaf |

|                               |           |                         |
| Mica 7’ Thy 75’ (rig.), 90+3’ | Marcatori | 52’ van Polen 63’ Tedić |

| Arbitro: | Martens |

|              |           |  |
| Misidjan 35’ | Marcatori |  |

| Arbitro: | Dieperink |

|  |           |                           |
|  | Marcatori | 28’ Clement 68’ van Polen |

| Arbitro: | Kooij |

|                       |           |           |
| Broja 27’ Touré 90+2’ | Marcatori | 54’ Drost |

| Arbitro: | Manschot |

|  |           |              |
|  | Marcatori | 12’ Adekanye |

| Arbitro: | Gözübüyük |

|                                                    |           |                       |
| Mous 22’ (aut.) Malen 29’ Vertessen 34’ Zahavi 54’ | Marcatori | 69’ Pherai 90’ Lagsir |

| Arbitro: | Martens |

|                    |           |  |
| Itakura 80’ (aut.) | Marcatori |  |

### Coppa d'Olanda
| Staphorst 1º dicembre 2020, ore 19:45 CET Primo turno | Staphorst | – Annullata referto | PEC Zwolle | Sportpark Het Noorderslag |

| Arbitro: | Gerrets |

|                                   |           |  |
| Oude Kotte 63’ Mendes Moreira 86’ | Marcatori |  |

## Statistiche

### Statistiche di squadra
| Competizione | Punti | In casa | In casa | In casa | In casa | In casa | In casa | In trasferta | In trasferta | In trasferta | In trasferta | In trasferta | In trasferta | Totale | Totale | Totale | Totale | Totale | Totale | DR  |
| Competizione | Punti | G       | V       | N       | P       | Gf      | Gs      | G            | V            | N            | P            | Gf           | Gs           | G      | V      | N      | P      | Gf     | Gs     | DR  |
| ------------ | ----- | ------- | ------- | ------- | ------- | ------- | ------- | ------------ | ------------ | ------------ | ------------ | ------------ | ------------ | ------ | ------ | ------ | ------ | ------ | ------ | --- |
| Eredivisie   | 38    | 17      | 6       | 6       | 5       | 19      | 18      | 17           | 3            | 5            | 9            | 25           | 35           | 34     | 9      | 11     | 14     | 44     | 53     | -9  |
| KNVB Beker   | -     | 0       | 0       | 0       | 0       | 0       | 0       | 1            | 0            | 0            | 1            | 0            | 2            | 1      | 0      | 0      | 1      | 0      | 2      | -2  |
| Totale       | -     | 17      | 6       | 6       | 5       | 19      | 18      | 18           | 3            | 5            | 10           | 25           | 37           | 35     | 9      | 11     | 15     | 44     | 55     | -11 |

### Andamento in campionato
| Giornata  | 1  | 2  | 3 | 4  | 5  | 6 | 7  | 8  | 9  | 10 | 11 | 12 | 13 | 14 | 15 | 16 | 17 | 18 | 19 | 20 | 21 | 22 | 23 | 24 | 25 | 26 | 27 | 28 | 29 | 30 | 31 | 32 | 33 | 34 |
| --------- | -- | -- | - | -- | -- | - | -- | -- | -- | -- | -- | -- | -- | -- | -- | -- | -- | -- | -- | -- | -- | -- | -- | -- | -- | -- | -- | -- | -- | -- | -- | -- | -- | -- |
| Luogo     | C  | T  | C | T  | C  | C | T  | T  | C  | T  | C  | T  | C  | T  | C  | T  | C  | T  | C  | T  | C  | T  | T  | C  | T  | C  | C  | T  | C  | T  | T  | C  | T  | C  |
| Risultato | P  | N  | V | N  | P  | N | P  | N  | N  | N  | V  | P  | N  | V  | N  | P  | P  | V  | N  | N  | N  | P  | P  | V  | P  | P  | V  | P  | V  | V  | P  | P  | P  | V  |
| Posizione | 17 | 13 | 8 | 10 | 11 | 9 | 11 | 11 | 11 | 11 | 11 | 11 | 11 | 11 | 11 | 12 | 13 | 12 | 12 | 13 | 13 | 13 | 13 | 12 | 12 | 13 | 13 | 13 | 13 | 13 | 13 | 13 | 13 | 13 |

Legenda:

Luogo: C = Casa; T = Trasferta. Risultato: V = Vittoria; N = Pareggio; P = Sconfitta.

### Statistiche dei giocatori
In corsivo i calciatori che hanno lasciato la squadra a stagione in corso.
| Giocatore           | Eredivisie | Eredivisie | Eredivisie  | Eredivisie | Coppa d'Olanda | Coppa d'Olanda | Coppa d'Olanda | Coppa d'Olanda | Totale   | Totale | Totale      | Totale     |
| Giocatore           | Presenze   | Reti       | Ammonizioni | Espulsioni | Presenze       | Reti           | Ammonizioni    | Espulsioni     | Presenze | Reti   | Ammonizioni | Espulsioni |
| ------------------- | ---------- | ---------- | ----------- | ---------- | -------------- | -------------- | -------------- | -------------- | -------- | ------ | ----------- | ---------- |
| D. Bajselmani       | 6          | 0          | 3           | 0          | 0              | 0              | 0              | 0              | 6        | 0      | 3           | 0          |
| Benson              | 13         | 0          | 1           | 0          | -              | -              | -              | -              | 13       | 0      | 1           | 0          |
| T. Buitink          | 9          | 2          | 0           | 0          | -              | -              | -              | -              | 9        | 2      | 0           | 0          |
| P. Clement          | 23         | 2          | 0           | 1          | 1              | 0              | 0              | 0              | 24       | 2      | 0           | 1          |
| M. Doué             | 6          | 0          | 1           | 0          | 1              | 0              | 0              | 0              | 7        | 0      | 1           | 0          |
| J. Drost            | 24         | 2          | 1           | 0          | 0              | 0              | 0              | 0              | 24       | 2      | 1           | 0          |
| M. Hauptmeijer      | 0          | -0         | 0           | 0          | 0              | -0             | 0              | 0              | 0        | -0     | 0           | 0          |
| D. Huiberts         | 29         | 0          | 6           | 0          | 1              | 0              | 0              | 0              | 30       | 0      | 6           | 0          |
| S. Kersten          | 28         | 0          | 4           | 0          | 0              | 0              | 0              | 0              | 28       | 0      | 4           | 0          |
| S. Lagsir           | 4          | 1          | 0           | 0          | 0              | 0              | 0              | 0              | 4        | 1      | 0           | 0          |
| T. Lam              | 26         | 3          | 5           | 2          | 0              | 0              | 0              | 0              | 26       | 3      | 5           | 2          |
| C. Leemans          | 16         | 3          | 1           | 0          | 1              | 0              | 0              | 0              | 17       | 3      | 1           | 0          |
| V. Misidjan         | 15         | 4          | 1           | 0          | -              | -              | -              | -              | 15       | 4      | 1           | 0          |
| X. Mous             | 15         | -24        | 0           | 0          | 0              | -0             | 0              | 0              | 15       | -24    | 0           | 0          |
| Y. Nakayama         | 32         | 2          | 3           | 0          | 1              | 0              | 0              | 0              | 33       | 2      | 3           | 0          |
| K. Paal             | 27         | 0          | 3           | 0          | 1              | 0              | 0              | 0              | 28       | 0      | 3           | 0          |
| I. Pherai           | 27         | 2          | 1           | 0          | 1              | 0              | 0              | 0              | 28       | 2      | 1           | 0          |
| E. Reijnders        | 29         | 3          | 2           | 0          | 1              | 0              | 0              | 0              | 30       | 3      | 2           | 0          |
| Reza                | 21         | 6          | 0           | 0          | 1              | 0              | 0              | 0              | 22       | 6      | 0           | 0          |
| M. Saymak           | 24         | 3          | 0           | 1          | 1              | 0              | 0              | 0              | 25       | 3      | 0           | 1          |
| R. Strieder         | 24         | 0          | 0           | 0          | 0              | 0              | 0              | 0              | 24       | 0      | 0           | 0          |
| S. Tedić            | 15         | 2          | 0           | 0          | 1              | 0              | 0              | 0              | 16       | 2      | 0           | 0          |
| T. van den Belt     | 9          | 0          | 0           | 0          | 0              | 0              | 0              | 0              | 9        | 0      | 0           | 0          |
| R. van den Berg     | 1          | 0          | 0           | 0          | 0              | 0              | 0              | 0              | 1        | 0      | 0           | 0          |
| M. van Duinen       | 23         | 3          | 2           | 0          | 1              | 0              | 0              | 0              | 24       | 3      | 2           | 0          |
| B. van Polen        | 25         | 4          | 3           | 1          | 1              | 0              | 0              | 0              | 26       | 4      | 3           | 1          |
| S. van Wermeskerken | 22         | 0          | 0           | 0          | 1              | 0              | 0              | 0              | 23       | 0      | 0           | 0          |
| J. Westerman        | 0          | 0          | 0           | 0          | 0              | 0              | 0              | 0              | 0        | 0      | 0           | 0          |
| M. Zetterer         | 19         | -29        | 0           | 0          | 1              | -2             | 0              | 0              | 20       | -31    | 0           | 0          |